# Гейгарвілл (Арканзас)
Гейгарвілл (англ. Hagarville) — переписна місцевість (CDP) в США, в окрузі Джонсон штату Арканзас. Населення — 142 особи (2020).

## Географія
Гейгарвілл розташований за координатами 35°30′54″ пн. ш. 93°19′56″ зх. д. / 35.51500° пн. ш. 93.33222° зх. д. (35.515017, -93.332135).  За даними Бюро перепису населення США в 2010 році переписна місцевість мала площу 10,78 км², з яких 10,72 км² — суходіл та 0,05 км² — водойми.

## Демографія
Згідно з переписом 2010 року, у переписній місцевості мешкало 129 осіб у 55 домогосподарствах у складі 40 родин. Густота населення становила 12 особи/км².  Було 72 помешкання (7/км²). 
Расовий склад населення:
| - 91,5 % — білих - 2,3 % — чорних або афроамериканців |

До двох чи більше рас належало 6,2 %. Іспаномовні складали 3,9 % від усіх жителів.
За віковим діапазоном населення розподілялося таким чином: 17,1 % — особи молодші 18 років, 55,8 % — особи у віці 18—64 років, 27,1 % — особи у віці 65 років та старші. Медіана віку мешканця становила 51,8 року. На 100 осіб жіночої статі у переписній місцевості припадало 115,0 чоловіків;  на 100 жінок у віці від 18 років та старших — 109,8 чоловіків також старших 18 років.
За межею бідності перебувало 28,3 % осіб, у тому числі 69,2 % дітей у віці до 18 років та 0,0 % осіб у віці 65 років та старших.
Цивільне працевлаштоване населення становило 67 осіб. Основні галузі зайнятості: роздрібна торгівля — 28,4 %, науковці, спеціалісти, менеджери — 23,9 %, освіта, охорона здоров'я та соціальна допомога — 23,9 %.